# Río Negro (vattendrag i Chile, Región de Los Lagos, lat -41,06, long -72,03)
Río Negro är ett vattendrag   i Chile.   Det ligger i regionen Región de Los Lagos, i den södra delen av landet, 900 km söder om huvudstaden Santiago de Chile.
I omgivningen kring Río Negro växer i huvudsak blandskog och området är  glesbefolkat, med 12 invånare per kvadratkilometer.